# Соціал-Національна Асамблея
Соціал-Національна Асамблея («СНА») — український соціал-націоналістичний рух.

## Історія
1991 року було створено Соціал-національну партію України, яка протягом 1990-х і перших років XXI ст. була єдиною організаційною структурою, ідеологічною базою якої був соціальний націоналізм. У 2004 році СНПУ була перетворена на всеукраїнське об'єднання «Свобода», термін «соціал-націоналізм» надовго виходить з партійного вжитку, так само як і використання монограми «Ідея Нації».
Нова сторінка в історії соціал-націоналізму в Україні була розкрита 8 листопада 2008 року, коли у Києві було проведено нараду керівників ряду соціал-націоналістичних організацій України та прийнято рішення про утворення єдиної соціал-націоналістичної сили — Соціал-Національної Асамблеї (СНА), яка на першому етапі організаційно об'єднала 4 соціал-націоналістичні організації:
- Громадська організація «Патріот України»
- Національна Дія «Революція і Держава»
- Чернігівський Правий Рух «Українська Альтернатива»
- Одеська Громадська Організація «Слава і Честь»

Емблема Організації «Патріот України»
Емблема НД «Революція і Держава» (РіД)
Емблема ЧПР «Українська Альтернатива»
Емблема ГО «Слава і Честь»

Про підтримку Соціал-Національної Асамблеї заявили Українська націонал-трудова партія, Свято-Андріївський козацький курінь і Громадянське об'єднання «Тверезий Київ».
У 2014 році рух припинив своє існування, в подальшому перетворившись у підрозділ НГУ «Азов» та організацію «Цивільний Корпус» (яка у 2016 переформувалась у партію «Національний Корпус»).
У 2017 році було оголошено про відновлення Соціал-Національної Асамблеї.
15 липня 2017 року активісти Соціал-Національної Асамблеї взяли участь у акції по захисту Биківнянського лісу.
3 липня 2017 року активісти Соціал-Національної Асамблеї разом з активістами «Добровольчого Руху ОУН» взяли участь у вирішенні конфлікту між переселенцями з Донбасу та представниками підрозділу дружинників «Безпека Життя».

## Структура

Емблема «Соціал-Національних Профспілок» України

Станом на листопад 2011 року СНА мала осередки у 19 регіонах України. До структур підпорядкованих СНА належать:
- «Патріот України» — революційний авангард українського соціал-націоналістичного руху. Утворений (відновлений) у 2005 р. Ставить перед собою завдання захисту нації, прямої дії, та охоронні функції СНА.
- Соціал-Національні Профспілки України — профспілковий рух соціал-націоналістів. СНПУ було утворено в 2010 р. Ставить перед собою завдання захисту соціальних інтересів української нації.
- «Здорова Нація» — громадська кампанія, утворена 2010 р., координатори якої ставлять за мету пропаганду здорового способу життя та спорту серед молоді.
- «Молодь Великої України» — молодіжне крило організованого соціал-націоналістичного руху, утворене під час Євромайдану у 2014 р. Ставить собі за мету використання потенціалу молоді у розбудові «Великої України». Членство у організації можна отримати до 18 років, після чого є можливість подальшої діяльності в «Патріоті України» або СНА.

### Керівники
- Андрій Білецький — Головний Провідник Соціал-Національної Асамблеї.
- Олег Однороженко — ідеологічний референт Соціал-Національної Асамблеї.
- Микола Кравченко — організаційно-кадровий референт Соціал-Національної Асамблеї.
- Сергій Осадчий — інформаційно-аналітичний референт Соціал-Національної Асамблеї.
- Ігор Михайленко — керівник Харківського осередку, вишкільний референт Соціал-Національної Асамблеї.
- Степан Головко — керівник Донецького осередку.
- Сергій Бевз — керівник Київського осередку.
- Володимир Шпара — керівник Васильківського осередку, перший заступник керівника Київського осередку.
- Ігор Криворучко — Головний провідник Соціал-Національної Асамблеї з 2012 року[5][6].
- Ярослав Бабич — юридичний референт Соціал-Національної Асамблеї у 2014 році.
- Анна Сенік — пропагандивний референт Соціал-Національної Асамблеї у 2014 році.

## Ідеологія

### Соціал-націоналізм як ідеологія
Олег Однороженко визначає соціал-націоналізм як ідеологію, що базується на максималізмі, та активізмі.
Базовими принципами соціал-націоналізму є:
- Соціальність («Ми не відмітаємо існування багатих (але не надбагатіїв), але відкидаємо можливість існування бідних»[7])
- Великодержавність («Це питання, як не дивно, не стільки політичне, скільки біологічне. Будь-який живий організм в природі стримить до розширення, розмноження, збільшення. Цей закон універсальний і для інфузорії-туфельки, і для людини, і для нації-раси»[7])
- Соціал-націоналізм також за визначенням його ідеологів є антисистемним, самодостатнім, та безкомпромісним.

### Відношення до релігії
Хоча соціал-націоналізм намагається позиціонувати себе не як релігійний рух, його відношення до релігії варте окремого розгляду.
«Та на будь-яку релігію варто дивитися виключно з огляду на загальнонаціональні інтереси. А така постановка питання дає можливість
націоналісту сповідати тільки традиційні, національні чи націоналістичні релігії, яким за програмою Організації „Патріот України“ має сприяти держава націократів».
Крім того, привертає увагу і добре ставлення соціал-націоналізму до неоязичництва
«При цьому у націоналістів лишалися і здорові погляди на перші пагони українського неоязичництва. У „дорозкольній“ ОУН була навіть група їх симпатиків (але не вірян), що гуртувалися навколо Олега Ольжича». 

### Соціал-націоналізм як політична доктрина
Метою соціал-націоналізму у сфері державотворення проголошується побудова нового суспільного ладу, де будуть втілені принципи соціальної та національної справедливості шляхом Соціал-Національної революції. Політична доктрина соціал-націоналізму розбудована на тезах Ярослава Стецька про єдність двох українських революцій — національної та соціальної, які він виклав в працях «Дві революції» та «Без національної революції немає соціальної». Також, Ярослав Стецько обґрунтував, що соціальна революція неможлива без політичної: 
|  | Українська Національна Революція є одночасно соціальною. Що це означає? Українська Національна Революція – це доосновна зміна в її ж напрямі всіх вартостей та установ індивідуального та суспільного життя української людини. Соціальна революція – це доосновна зміна відношення поодиноких людей та суспільних верств по відношенні до найрізнородніших елементів цінностей життя: духових і матеріальних. Політична революція – це захоплення влади поневоленим народом і ним продовжувана, здійснювана соціальна програма в національних рамках. |

Творча ідея синтезу трьох революцій створює довгострокову перспективу розвитку революційного соціал-націоналізму, який спрямований на утвердження державно-політичного режиму націократії. Форма устрою, яку пропонує соціал-націоналізм — є самобутньою і не вкладається в доктрину фашизму або націонал-соціалізму, як це обґрунтували Микола Сціборський у "Націократії"та Ярослав Стецько у «Двох революціях». Ярослав Стецько підкреслив: 
|  | Наша революція не кінчиться з моментом заіснування державности. Перед нами стоятиме вимога перебудови цілого життя на нових засадах, перевиховування громадянства в нових, героїчних, ідеалах, нав’язання до золотої нитки нашого росту в минулому, яку треба дальше прясти; провести засади аграрної, промислової та торговельної переміни, узгляднивши не тільки господарську сторінку (хоч її в першу чергу), але цілість проблематики, що існує на тих ланках життя, а які є частинами одного великого: Нації.. |

## Діяльність
СНА регулярно проводить різнопланові акції: соціальні — проти вирубки парків, допомога дитячим будинкам та інше, культурні — захист українських церков, марші на честь УПА, захист україномовних видань та загальнодержавницькі — вимога повернення ядерного статусу.
Під егідою СНА існує громадська спортивна кампанія «Здорова Нація», що пропагує здоровий спосіб життя та спорт серед молоді.
Структурний підрозділ СНА, організація «Патріот України» регулярно проводила військово-спортивні тренування.

## Репресії
2011 року у серпні за справою «васильківських терористів» було заарештовано декілька активістів організації. Звинувачення за статтею «тероризм» та ще декількома статтями були винесені Сергію Бевзу, Ігору Мосійчуку та Володимиру Шпарі, перші два з яких були депутатами Васильківської міської ради.
Того ж року в Харкові невідомий відкрив стрілянину в офісі організації. Активісти організації в процесі самозахисту знешкодили нападника. Працівниками МВС спочатку було порушено кримінальну справу проти нападаючого, але згодом справу передали слідчому з Києва, який захисників офісу оголосив обвинувачуваними у нападі та висунули звинувачення за статтею «навмисне вбивство», а Сергія Колесніка (нападаючого) перевели у потерпілі.

## Символіка

«Ідея нації»

Як організаційний символ, Соціал-національна асамблея використовує колишню емблему Соціал-Національної партії України — «Ідея нації».

## Оцінки та критика
На думку дослідників пострадянських ультраправих рухів Андреаса Умланда й Антона Шеховцова, Соціал-Національна Асамблея є неонацистською організацією.